# Иоаким V
Патриарх Иоаким V (в миру Дорофей Дау) — епископ Антиохийской православной церкви, патриарх Антиохийский (25 мая 1581 — 7 октября 1592).
Предпринял путешествие по славянскому востоку с целью сбора пожертвований для уплаты огромных долгов своего престола. Имел поручение от Константинопольского патриарха Иеремии II исследовать состояние Киевской митрополии. В 1586 году побывал во Львове, утвердил новый устав Львовского братства, дал ему широкие права и полномочия, ограничив власть епископа, содействовал созданию братской школы.
Встреча патриарха в России была пышной, в отличие от «никакой» в Польше и Западной Руси. По приказу из Москвы, смоленскому воеводе велено было встречать патриарха «честно», доставить ему все удобства, продовольствие, и с почётной охраной сопровождать до Москвы. 17 июня 1586 года прибыл в Москву. Приезд Иоакима в Москву произвёл огромное впечатление на москвичей, впервые принимавших православного Патриарха. Иоаким был первым, с кем правительство Феодора Иоанновича вступило в переговоры о учреждении в Москве патриаршества.
В 1586 году посетил Троицкий монастырь под Москвой.